# Guidonische hand

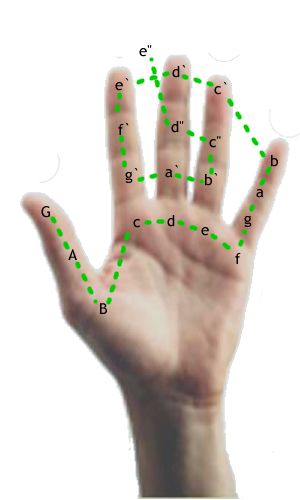
De guidonische hand, met in zwarte letters de tonen van de toonladder, en in groen de volgorde waarop de tonen op elkaar aansluiten.

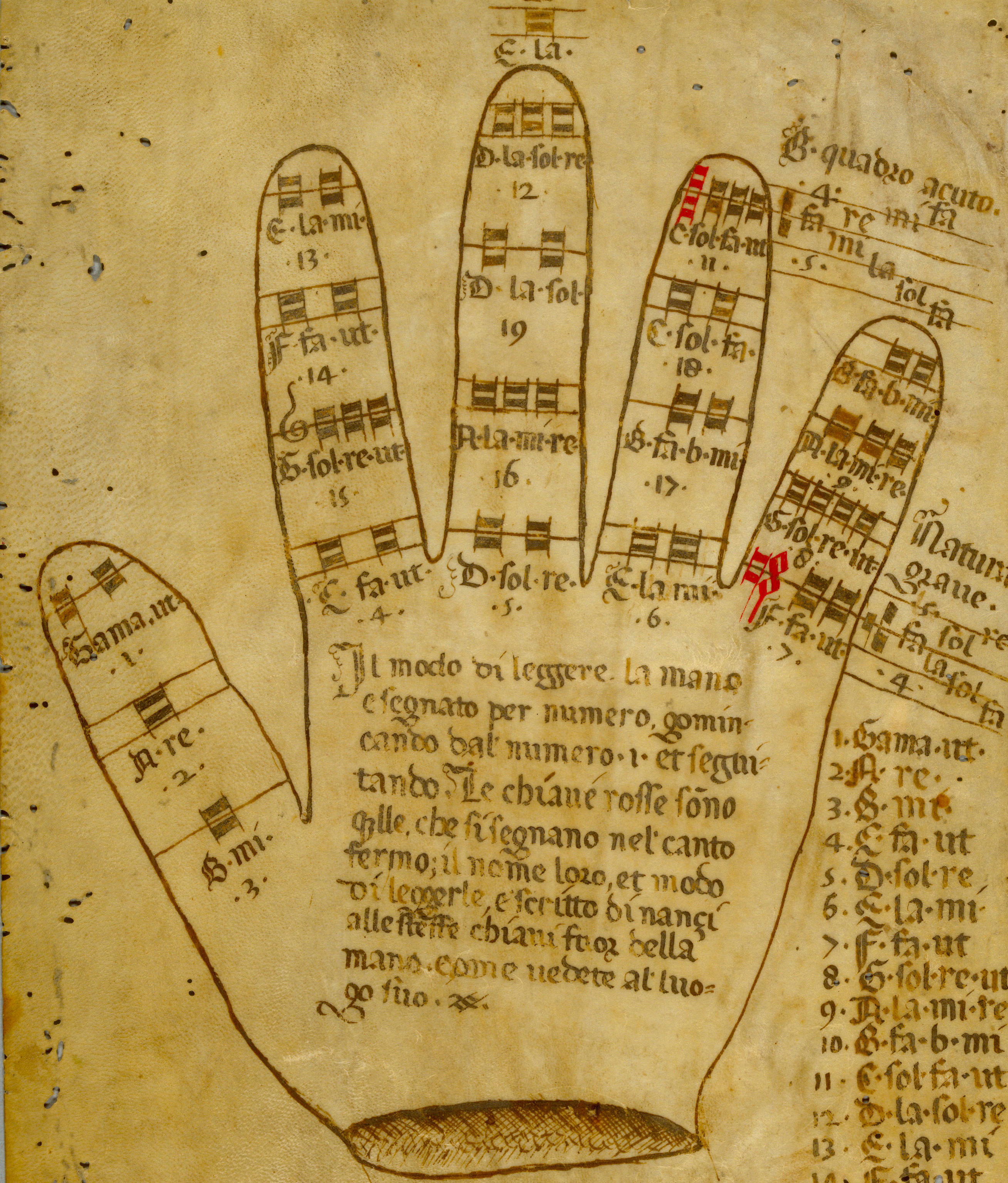
Deze afbeelding uit een manuscript uit Mantua, uit het einde van de 15e eeuw toont een oude weergave met de tonen 'ut-re-mi'

De guidonische hand is een hulpmiddel uit de muziekpraktijk bij het handzingen zoals onder andere door Willem Gehrels werd gepropageerd. Het is een systeem dat in vele landen wordt toegepast bij het aanleren of dirigeren van zang.

## Oorsprong
Het idee voor deze methode dateert uit de 10de-11de eeuw, en is gebaseerd op een systeem van Guido van Arezzo waarin verscheidene delen van de linkerhand de verschillende tonen van het toenmalig toonsysteem voorstelden.
In de afbeelding zijn vanaf de top van de duim de tonen G-A-B-c-d-e-f-g-a-b-c'-d'-e'-f'-g'-a'-b'-c"-d"-e" weergegeven, welke met de wijsvinger van de rechterhand werden aangewezen, zodat de toeschouwer (de zanger) kon zien welke toon er gezongen diende te worden.

## Moderne handsysteem
Tegenwoordig worden niet delen van de hand maar bepaalde handstanden gebruikt om de tonen van de ladder (do-re-mi etc.) mee aan te geven, dit volgens het Kódaly-systeem. Dit solmisatie-systeem gebruikt de volgende gebaren:
- Een gebalde hand, met de wijsvinger naar boven wijzend is de 'ti', deze wil namelijk naar de hoger gelegen 'do' oplossen ('ti' is een leidtoon).
- Een afhangende hand is de 'la'
- Een gestrekte gekantelde hand met de duim omhoog is de 'so'
- Een gebalde hand met naar beneden wijzende wijsvinger is de 'fa' (de 'fa' is vaak een bovenleidtoon die naar de benedengelegen 'mi' wil oplossen)
- Een gestrekte horizontale hand is de 'mi'
- Een diagonaal opgeheven gestrekte hand is de 're' (de 're' streeft als het ware omhoog naar de 'mi')
- Een gebalde vuist met de knokkels aan de bovenkant van de hand is de 'do' (de tonica of finalis, het gebaar is als teken van bekrachtiging hiervan ontstaan)

## Het hexachordensysteem van Guido van Arezzo
In onderstaande tabel staan de hexachorden die Guido van Arezzo gebruikte, waarbij de c' gelijkstaat aan de "centrale c" op de piano.
| Toon | Syllabe | Syllabe | Syllabe | Syllabe | Syllabe | Syllabe | Syllabe |
| ---- | ------- | ------- | ------- | ------- | ------- | ------- | ------- |
| e"   |         |         |         |         |         |         | la      |
| d"   |         |         |         |         |         | la      | sol     |
| c"   |         |         |         |         |         | sol     | fa      |
| b♮'  |         |         |         |         |         |         | mi      |
| b♭'  |         |         |         |         |         | fa      |         |
| a'   |         |         |         |         | la      | mi      | re      |
| g'   |         |         |         |         | sol     | re      | ut      |
| f'   |         |         |         |         | fa      | ut      |         |
| e'   |         |         |         | la      | mi      |         |         |
| d'   |         |         | la      | sol     | re      |         |         |
| c'   |         |         | sol     | fa      | ut      |         |         |
| b♮   |         |         |         | mi      |         |         |         |
| b♭   |         |         | fa      |         |         |         |         |
| a    |         | la      | mi      | re      |         |         |         |
| g    |         | sol     | re      | ut      |         |         |         |
| f    |         | fa      | ut      |         |         |         |         |
| e    | la      | mi      |         |         |         |         |         |
| d    | sol     | re      |         |         |         |         |         |
| c    | fa      | ut      |         |         |         |         |         |
| B    | mi      |         |         |         |         |         |         |
| A    | re      |         |         |         |         |         |         |
| Γ    | ut      |         |         |         |         |         |         |